# جواو فيريرا (منافس ألعاب قوى)
جواو فيريرا (بالبرتغالية: João Ferreira‏) هو منافس ألعاب قوى برتغالي، ولد في 20 أكتوبر 1986 في لشبونة في البرتغال.

## وصلات خارجية
- جواو فيريرا على موقع الاتحاد الدولي لألعاب القوى (الإنجليزية)
- جواو فيريرا على موقع الاتحاد الأوروبي لألعاب القوى (الإنجليزية)